# Poecilopsis salicis
Poecilopsis salicis är en fjärilsart som beskrevs av Harrison. Poecilopsis salicis ingår i släktet Poecilopsis och familjen mätare. Inga underarter finns listade i Catalogue of Life.